# Galecop
Galecop is een wijk van Nieuwegein, in de Nederlandse provincie Utrecht. De wijk heeft 8.130 inwoners (2024), waarmee het qua inwoners de grootste wijk is van Nieuwegein.
De wijk is de op een na nieuwste woonwijk van Nieuwegein en is gelegen in het uiterste noordwesten van deze voormalige groeistad. In het zuiden grenst het aan de wijk Batau-Noord en in het oosten aan de wijk de Blokhoeve en een stuk land van de wijk Huis de Geer.
Galecop wordt in het westen en noorden omgeven door een brede groenzone (de Galecopperzoom), die de wijk afschermt van het verkeerslawaai van de A2, de A12 en knooppunt Oudenrijn. Aan de andere kant van de A12, aan de noordkant, bevindt zich het Utrechtse kantorenpark Papendorp, onderdeel van de wijk Leidsche Rijn. Aan de noordkant bevindt zich ook het gelijknamige sportpark.
Galecop is gebouwd in de jaren negentig van de twintigste eeuw en kort daarna.

## Gerecht Galecop
Het gebied bestond oorspronkelijk uit woeste grond die in vroegere eeuwen is ontgonnen. De ontginning geschiedde door middel van copes, het naamdeel -cop herinnert eraan. De ontginning vormde een eigen gerecht, dat in het bezit was van de Domproosdij van Utrecht. Na de Bataafse omwenteling van 1795 verdween het gezag van de domproost en behoorde het gebied tot verschillende administratieve eenheden. Per 1 januari 1812 werd het deel van de gemeente Jutphaas. Toen op 1 januari 1818 de gemeente Oudenrijn van Jutphaas werd afgesplitst, ging Galecop tot deze nieuwe gemeente behoren. Op 1 januari 1954 is de gemeente Oudenrijn opgeheven en verdeeld over Utrecht, Vleuten-De Meern en Jutphaas. Galecop werd bij Jutphaas gevoegd, dat op 1 juli 1971 is opgegaan in Nieuwegein.
Woonwijken: Batau-Noord · Batau-Zuid · Blokhoeve · Doorslag · Fokkesteeg · Galecop · Hoog-Zandveld · Huis de Geer · Jutphaas-Wijkersloot · Lekboulevard · Merwestein · Stadscentrum · Vreeswijk · Zandveld · Zuilenstein

Overige wijken: Het Klooster · Hoge Landen · Laagraven-Liesbosch · Oudegein · Plettenburg · De Wiers

Voormalige gemeenten: Jutphaas · Vreeswijk

Utrecht · Plaatsen in de provincie      Nederland · Provincies · Gemeenten